# Курто (гевог)

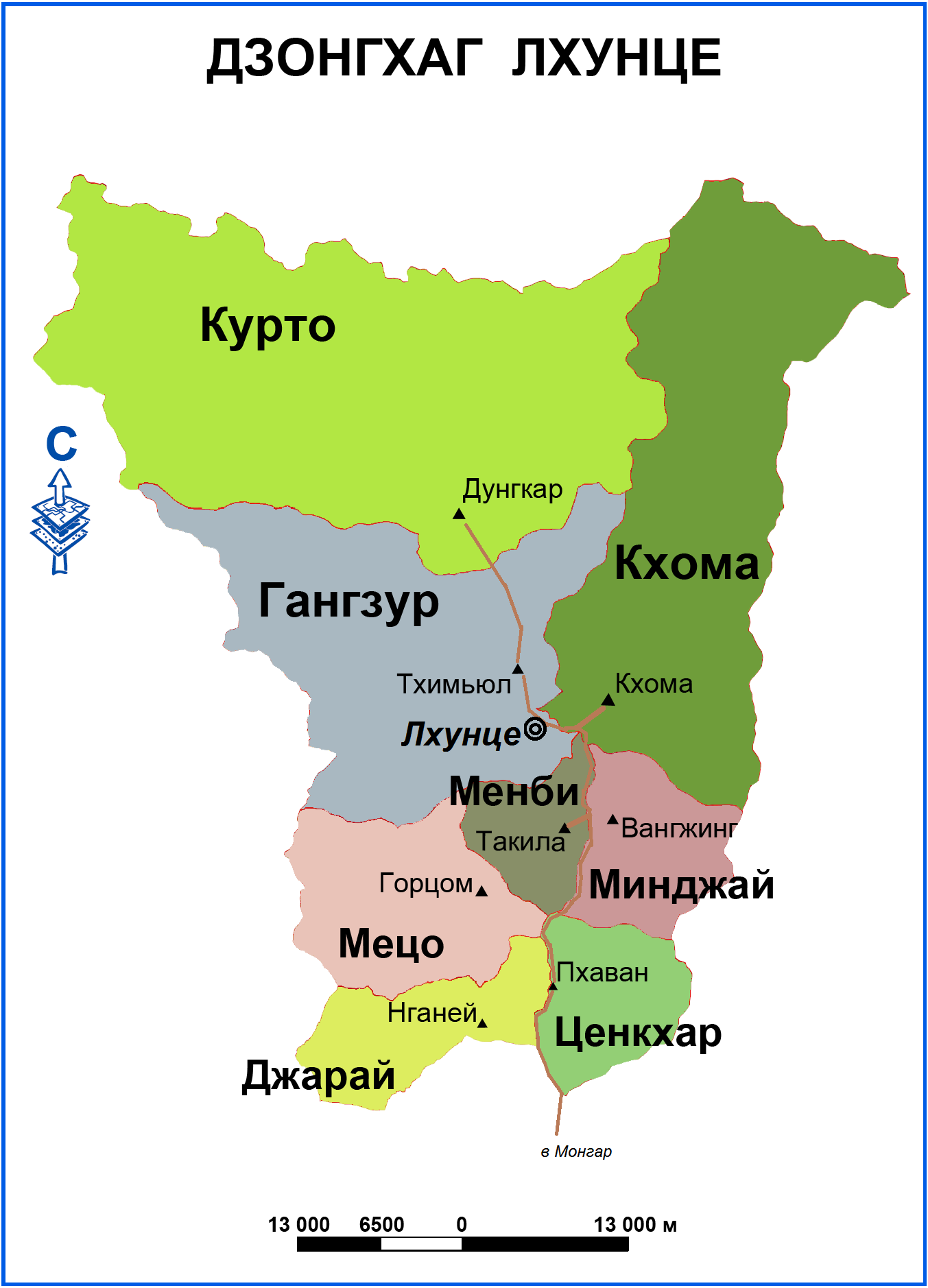
Гевоги Дзонгхага Лхунгце

Курто (дзонг-кэ ཀུར་སྟོད་།, лат. Kurtoe, Kurtoed) — гевог в Бутане в дзонгхаге Лхунце, расположенный на северо-западе от Лхунце-дзонга, примыкает к тибетской границе. Населённые пункты сосредоточены в юго-восточной части гевога, в то время как остальная часть лишена постоянных поселений. Население говорит на языке Курто-кха.
Название (Kur-stod) происходит от исторической области Курто, занимавшей территорию современного дзонгхага Лхунце и примыкающую к нему территорию на северо-востоке. Сейчас это название распространяется только на гевог в верховьях реки Кури-чу.
Центром гевога является деревня Дунгкар. Только небольшой 5-километровый отрезок дороги подходит к гевогу от центра дзонгхага в сторону города Лхунце, хотя в гевоге имеются небольшая сеть местных фермерских дорог.
Джигме Намгьял, отец первого короля Бутана (Угьен Вангчука), родился в деревне Дунгкар, по этой причине Курто считается родиной королевской семьи.
Здесь проходил обучение знаменитый бутанский врач Пема Дорджи.
Сообщение между деревнями поддерживается подвесными мостами. В 2013 году практически перед сдачей в эксплуатацию обрушился мост в Ланченгпхуб, который, однако, был заново восстановлен в феврале 2013 года.
Согласно пятилетнему плану, в XI пятилетке 2013—2018 будет уделяться внимание строительству, ирригации и укреплению сельского хозяйства.
Часть территории гевога занимает охраняемая природная территория Вангчук Центенниал парк.